# Монте Сан Савино
Мо̀нте Сан Савѝно (на италиански: Monte San Savino) е градче и община в централна Италия, провинция Арецо, регион Тоскана. Разположен е на 330 m надморска височина. Населението на общината е 8754 души (към 2010 г.).